# Duits in Nederland
Het Duits (Hoogduits) neemt na het Engels de voornaamste plaats in bij het onderwijs in vreemde talen in Nederland. Het is, na een periode van neergang in de loop van de 20e eeuw, weer toegenomen in populariteit. Voor veel Nederlanders is Duits de derde taal, na Nederlands en Engels.
Blijkens een onderzoek uit 2012 van de Europese Commissie gaf 71% van de Nederlanders aan in meer of mindere mate Duits te kunnen spreken. In 2018 woonden er in Nederland 75.000 mensen met de Duitse nationaliteit. Er zijn minstens vijf universiteiten waar Duits kan worden gestudeerd, met gezamenlijk ongeveer 800 studenten.
Vooral in de eerste decennia na de Tweede Wereldoorlog riep de Duitse taal bij veel Nederlanders nog negatieve associaties op, wat gaandeweg echter steeds minder werd. Vooral doordat Duitsland na de val van de muur economisch steeds sterker werd, werd het ook steeds interessanter om de taal te leren.
Duits is in de meeste gevallen een verplicht vak op de middelbare school. Zo wordt er op het vwo minimaal twee jaar Duits onderwezen. In Venlo, nabij de Duitse grens, is een tweetalige (Duits-Nederlands) middelbare school.  Andersom is het ook populair voor Duitsers om Nederlands te studeren: alleen al in Münster zijn er meer studenten Nederlands dan studenten Duits in Nederland.